# PIAS Recordings
PIAS Recordings (en Bélgica conocida como Play It Again Sam) es una compañía discográfica independiente belga-británica fundada en 1983 por Kenny Gates y Michel Lambot, Es una de las discográficas más expansivas de la música independiente en Europa y que ha prevalecido hasta el día de hoy. Es partidaria igual de la compañía PIAS Group.

## Algunos artistas de la discográfica
- Failure
- Editors
- Front 242
- Meat Beat Manifesto
- The Sound
- Pixies
- Soulwax
- My Morning Jacket
- Seasick Steve
- Zulu Winter
- White Lies
- Blanche